# 934 Thüringia
934 Thüringia, asteroid glavnog pojasa. Otkrio ga je Walter Baade, 15. kolovoza 1920.

## Vanjske poveznice
- Minor Planet Center